# Ployart-et-Vaurseine
Ployart-et-Vaurseine är en kommun i departementet Aisne i regionen Hauts-de-France i norra Frankrike. Kommunen ligger  i kantonen Laon-Sud som ligger i arrondissementet Laon. År 2022 hade Ployart-et-Vaurseine 23 invånare.

## Befolkningsutveckling
Antalet invånare i kommunen Ployart-et-Vaurseine
Referens: INSEE